# Gösta Edström
Tord Gösta Fredrik Edström, född 15 juli 1901 i Frösö församling, Jämtlands län, död 6 augusti 2000 i Växjö, var en svensk forstmästare och grundare av Södra Skogsägarna. 
Gösta Edström var son till kyrkoherden Johan Edström och Hanna Cederberg och bror till Gunnar Edström och Kjell Edström. Han växte upp på Frösön och kom till Växjö som nyexaminerad forstmästare 1929 för att arbeta i den nybildade Kronobergs läns skogsägareförening. Han var 1938 drivande i att slå samman fem sydsvenska skogsägareföreningar till Sydöstra Sveriges Skogsägareföreningars Förbund, vilken var början till vad som så småningom blev Södra Skogsägarna. Han var därefter under trettio år affärsledare för ett snabbt växande företag, som efter ytterligare föreningsfusioner 1964 blev Södra Sveriges Skogsägares Förbund, 1976 förkortat till Södra Skogsägarna, eller i dagligt tal endast Södra. 
År 1968 lämnade Edström den verkställande ledningen för att bli ordförande, en post som han innehade till 1973.
Under Gösta Edströms tid i Södras ledning växte företaget till ett av de stora skogsindustribolagen i Sverige med massabruk, sågverk och annan träindustri.  
Edström invaldes 1960 som ledamot av Kungl. Skogs- och Lantbruksakademien. År 1965 fick han Carl Bernadottes pris för sin skogsmannagärning.

## Utmärkelser
- Kommendör med stora korset av Nordstjärneorden, 6 juni 1973.[2]
- Bernadottemedaljen, 1965.[3]